# Skalpel
Pour les articles homonymes, voir Hint (homonymie).
Skalpel est un groupe de nu jazz composé de Marcin Cichy et Igor Pudło, deux Polonais de Wrocław. À la suite de la sortie en 2000 d'un CD de démonstration intitulé Polish Jazz, le groupe signe avec le label Ninja Tune. Le style de Skalpel, mêlant rythmiques hip hop et mélodies jazz, rappelle celui, déjà connu chez Ninja Tune, de The Cinematic Orchestra. Igor Pudio sort en 2010 un album en solo sous le pseudonyme d'Igor Boxx toujours chez Ninja Tune. L'album intitulé Breslau exprime sa relation personnelle avec Breslau, sa ville d'origine (Breslau est le nom allemand de Wrocław), meurtrie par son siège de près de 3 mois en 1945  qui opposa l’Armée rouge à la Wehrmacht, se terminant par une victoire soviétique et la reddition allemande. Le style de cet album est toujours un hip-hop instrumental, jazzy et bruitiste.

## Discographie sous le nom de Skalpel
- 2003 Sculpture (maxi)
- 2004 Skalpel
- 2005 1958 Breaks
- 2005 Konfusion
- 2014 Transit
- 2020 Highlight
- 2022 Origins

## Discographie de Igor Pudło sous le nom d'Igor Boxx
- 2010 Breslau

## Récompenses et distinctions
- Paszport Polityki
  - 2005 Lauréat dans la catégorie Scène